# Thief (videogioco 1981)
Thief è un videogioco arcade edito da Pacific Novelty nel 1981. Si svolge in un labirinto a schermata fissa ed è un'imitazione di Pac-Man, ma con automobili come protagoniste.

## Modalità di gioco
Thief è una variante di Pac-Man dove il giocatore controlla la macchina blu del ladro, la quale è inseguita da volanti azzurri della polizia, in un labirinto che dovrebbe rappresentare le strade della città. I labirinti sono in tutto otto, che cambiano ogni livello in un ordine stabilito, quindi si ripetono a partire dalla nona schermata. Il giocatore deve muoversi nel labirinto raccogliendo sia banconote da un dollaro che sostituiscono i puntini, sia dei simboli del dollaro dorati che funzionano come gli energizzanti del titolo Namco. Acquisendo un simbolo, egli può andare dietro alle auto della polizia e speronarle. Dopo aver completato ogni schermo riceve un nuovo grado di reato, da "Loitering" a "Public Enemy #1".
Infine, il titolo è noto per l'uso di suoni registrati su nastro (su un vero e proprio lettore di nastri nel cabinato) mascherati da comunicazioni radio della polizia come parte dei suoi effetti sonori (oltre agli effetti sonori generati dal gioco), che venivano riprodotti in un ciclo continuo durante la sessione. Man mano che il chiacchiericcio continua, le voci si fanno sempre più esagerate e prendono direttamente in giro l'utente.